# Soqotri

Moderna sydarabiska språk

Soqotri (även stavat socotri och sokotri) är ett semitiskt språk som tillhör gruppen moderna sydarabiska språk. Dessa talas huvudsakligen i Jemen och Oman och skiljer sig påtagligt från den geografiskt närliggande arabiskan. Soqotri är ett rent talspråk, någon skriven litteratur har aldrig funnits. Antalet användare är osäkert, men en uppskattning är att det talas av 50 000 – 60 000 invånare på ön Sokotra, grannöarna Abd al-Kuri och Samha och invånare från öarna som arbetar i Förenade Arabemiraten eller andra gulfstater.
Trots att Sokotra besökts av egyptier, européer, araber och indier sedan mer än 2 000 år, dröjde det till 1800-talet innan västerländska språkforskare ”upptäckte” språket. Den brittiske sjöofficeren J.R. Wellsted som besökte ön 1835 nedtecknade 236 ord med förklaringar. Den österrikiske orientalisten David Heinrich Müller använde runt sekelskiftet 1900 arabiska skrivtecken för att nedteckna muntlig poesi och folklore liksom fragment ur Bibeln. När Sydjemen och därmed Sokotra politiskt närmade sig Sovjetunionen 1970 öppnades ön för sovjetiska lingvister och andra forskare. Under ledning av Vitalij Naumkin i Moskva har dessa forskat kring Sokotras etnologi, arkeologi och språk. Man har nedtecknat poesi och folksagor. Man har också konstruerat ett alfabet byggt på det arabiska och kartlagt språkets grammatik. Forskningsprojektet fortsätter, men på grund av de stridigheter som pågått i Jemen sedan 2014 går det inte längre att besöka Sokotra.
Soqotri bevarar drag som sedan länge försvunnit från andra semitiska språk. Dess status beskrivs som hotad eftersom språket alltmer trängs undan av arabiska, ett språk som de flesta invånarna numera (i början av 2000-talet) förstår och talar, i synnerhet de yngre. Då författaren Douglas Botting besökte Sokotra på 1950-talet var sådan tvåspråkighet ovanlig.